# Vicko Mihaljević
Vicko Mihaljević (Split, 1861. – 1911.) je bio hrvatski političar i hrvatski književnik. Po struci je bio odvjetnik.
Bio je jedan od prvaka hrvatskog preporoda u Splitu.
Suosnivač je Hrvatskog sokola u Splitu. 1893. godine osnovali su ga uz Mihaljevića dr Ivan Mangjer, Mate Jankov, dr. Eduard Grgić, Filip Muljačić, Vinko Katalinić i Petar Stalio.
Kao političara pamti ga se kao splitskog gradonačelnika odnosno načelnika splitske općine od 1907. do 1911., čiji je lik utjelovljen u seriji Velom mistu, a odglumio ga je poznati hrvatski glumac Boris Buzančić. Dok je Mihaljević bio gradonačelnikom, kao prvi općinski prisjednik, zamjenjivao ga je Vinko Katalinić sve do Mihaljevićeve smrti.
Zanimljivost je da je Vicko Mihaljević još 1900-ih godina bio ekološki svjestan. Kad su Vid Morpurgo i njegov poslovni partner Emil Stock dobili koncesiju za izgradnju tvornice likera u Supavlu (splitskom predjelu, onda izvan grada), koncesiju je osporavao tvrdeći da će tvornički otpad zagađivati okolinu. Tom su osporavanju pridonijeli i politički sukobi, jer je Mihaljević bio pravaš.
U književnost je ostavio trag kao pjesnik. Pseudonim kojim se služio je Neurastenicus. Pisao je šaljive pjesme, prigodnice i hrvatske domoljubne pjesme. U nekim je pjesmama proročanski navijestio velike ratove što su uslijedili u budućnosti. 
Glede domoljubnosti svojih pjesama, dobio je premali prostor kod prikaza književne povijesti u Hrvata. Ipak, njegov je doprinos prepoznao Anatolij Kudrjavcev te ga je uvrstio u svoju antologiju Splite moj: poezija o Splitu iz 2002. godine. 2005. je godine reizdana njegova zbirka Pregršt sušnja, uz pogovore jezikoslovca Radovana Vidovića i Tonka Maroevića.
Njegovu su zbirku pjesama Pregršt sušnja ilustrirali poznati splitski slikar Ante Katunarić, Virgil Meneghello Dinčić i sam Vicko Mihaljević. Primjerak zbirke slučajno je pronađena na zagrebačkom smetištu i potom je priređena za pretisak.
Objavio je zbirke:
- Na uztuk/ izpuškarao Neurastenicus, 1900.
- Pregršt sušnja / skupio Neurastenicus, 1905. (posveta: Svojemu najboljemu prijatelju i nerazdruživomu poznaniku D. Vicku Mihaljeviću odvjetniku u Splitu da se još jednom naplače, nasmije i naljuti. Neuratstenicus na vansudbenu prijatnu pohranu ljubezno i zahvalno predaje), ilustrirali: Ante Katunarić, Virgil Meneghello Dinčić i Vicko Mihaljević

## Vanjske poveznice
- Naslovnica zbirke Pregršt sušnja[neaktivna poveznica]